# برگنتس ۱۸۳۹۸
سیارک ۱۸۳۹۸ (به انگلیسی: 18398 Bregenz، نامگذاری:1992SQ23) هجده هزار و سیصد و نود و هشتمین سیارک کشف شده‌است که در ۲۳ سپتامبر ۱۹۹۲ کشف شد.
قدر مطلق سیارک برابر ۱۴٫۸۰ است.